# Maryla Marchewianka
Maryla Marchewianka (ur. 18 października /6 października według kalendarza juliańskiego/ 1897 w Tomaszowie Mazowieckim, zm. 13 października 1939 w Łodzi) – nauczycielka i uczona polska, doktor botaniki, specjalistka fykologii.

## Rodzina
Była córką żydowskiego kupca Mordki vel Markusa Marchewa (1871–1939) i Etty z domu Tempel, kuzynką Stefanii z Marchewów Tuwimowej (1894–1991), małżonki poety Juliana Tuwima. Przez ponad trzydzieści lat życia, zapewne wskutek omyłki, figurowała w dokumentach z imieniem Maria (Marja), przywrócenie właściwego imienia Maryla uzyskując dopiero w 1928. 

## Edukacja
W latach 1907–1915 uczęszczała do Szkoły Żeńskiej Towarzystwa im. Elizy Orzeszkowej w Łodzi przy ulicy Spacerowej, a po odbyciu dodatkowego kompletu maturalnego zdała egzamin dojrzałości 26 czerwca 1917 roku. W lutym 1919 rozpoczęła studia w zakresie botaniki na Wydziale Filozoficznym Uniwersytetu Jagiellońskiego. W roku akademickim 1923/1924 była dodatkowo słuchaczką Studium Pedagogicznego macierzystej uczelni. W latach 1922–1924 brała udział w pracach badawczych Zakładu Botanicznego im. Edwarda Janczewskiego (na Wydziale Rolniczym UJ) nad glonami polskiego odcinka Bałtyku pod kierunkiem Kazimierza Roupperta. W 1922 uczestniczyła w wyprawie naukowej nad Bałtyk.
W październiku 1924 uzyskała absolutorium. 10 marca 1928 obroniła na Wydziale Filozoficznym Uniwersytetu Jagiellońskiego doktorat z filozofii w zakresie botaniki na podstawie pracy Ze studjów nad glonami polskiego Bałtyku. Promotorem był profesor Władysław Szafer, rezultaty były jednak efektem badań prowadzonych wcześniej u Roupperta. 
1 marca 1930 uzyskała dyplom nauczyciela szkół średnich – przedmiot główny biologia, drugi przedmiot główny filozofia, język wykładowy polski – wydany przez Państwową Komisję Egzaminacyjną w Krakowie dla Kandydatów na Nauczycieli Szkół Średnich. 

## Praca dydaktyczna
W roku 1925 podjęła pracę w charakterze nauczycielki przyrodoznawstwa w łódzkim Gimnazjum Żeńskim im. Orzeszkowej. 
Od roku akademickiego 1934/1935 obowiązki nauczycielki w Gimnazjum im. Orzeszkowej łączyła z posadą starszego asystenta na Wydziale Matematyczno-Przyrodniczym Wolnej Wszechnicy Polskiej (oddziału łódzkiego) u boku prof. Marii Skalińskiej. Prowadziła ćwiczenia z botaniki ogólnej i systematycznej, z systematyki roślin niższych, z anatomii i morfologii roślin, a także miała powierzony nadzór nad salą ćwiczeń z botaniki. Zarówno w gimnazjum, jak i w Wolnej Wszechnicy Polskiej, pracowała do roku 1939. 

## Działalność naukowa
Do jej osiągnięć naukowych należy podanie nowych stanowisk kilku gatunków glonów na polskim odcinku Bałtyku oraz opisanie nowych szczegółów z morfologii krasnorosta Ceramium diaphanum. W rozprawie doktorskiej usiłowała opisać nowy gatunek zielenicy Endoderma Roupperti, opis okazał się jednak niewystarczający.
Opisane przez nią taksony oznaczane są w klasyfikacjach botanicznych jej nazwiskiem skrótem Marchew., np. Pringsheimiella scuttata (Reinke) Marchew. in Spraw.

### Wykaz publikacji
Ogłosiła trzy prace naukowe, z czego dwie weszły w skład dysertacji doktorskiej: 
- Przyczynek do morfologii Ceramium diaphanum z Gdyni ("Kosmos", 1924),
- Z flory glonów polskiego Bałtyku ("Sprawozdania Komisji Fizjograficznej Polskiej Akademii Umiejętności", 1925),
- Ze studjów nad glonami polskiego Bałtyku ("Czasopismo Przyrodnicze", 1927).

### Członkostwo
Od stycznia 1927 należała do Towarzystwa Przyrodniczego im. Stanisława Staszica w Łodzi, w latach 1930–1938 była członkinią zarządu tego Towarzystwa. Przed 1926 wstąpiła też do Polskiego Towarzystwa Botanicznego. 10 czerwca 1927 Wydział III Matematyczno-Przyrodniczy Polskiej Akademii Umiejętności zatwierdził jej kandydaturę na współpracowniczkę Komisji Fizjograficznej.

## Okoliczności śmierci
25 września 1939 roku została aresztowana wraz z ojcem przez hitlerowców. Mordka Marchew, znany działacz społeczny i syjonistyczny, znalazł się na listach osób wrogich wobec narodowego socjalizmu, sporządzonych przez folksdojczów niemieckich z Łodzi. Ojciec Maryli został skazany na śmierć za przynależność do ugrupowania syjonistycznego i rozstrzelany 13 października 1939 roku. Prawdopodobnie tego samego dnia została rozstrzelana jego córka Maryla Marchewianka. Miejsce pochówku ojca i córki pozostaje nieznane. 